# 本音と建前 (曲)
『本音と建前』（ほんねとたてまえ）は、Sexy Zoneの24枚目のシングル。
2023年9月20日にユニバーサルミュージックより発売された。

## 概要
前作『Cream』から4か月半ぶりのリリース。DVDが付属する初回限定盤A・B、CDのみの通常盤、グッズが付属するツアー会場限定盤の4種類で発売。
表題曲「本音と建前」は、グループにとって今までに無い魅力が引き出された新境地ともいえるソウルナンバー。メンバーの菊池風磨が主演を務めるカンテレ・フジテレビ系 火曜23時ドラマ「火ドラ★イレブン」『ウソ婚』の主題歌で、7月11日に放送されたドラマの第1話で初解禁された。アカペラで始まり、キーボードとドラムが強く耳を引くアップテンポな楽曲で、大サビ前では松島聡が「三（スリー）」、佐藤勝利が「二（ツー）」、菊池が「一（ワン）」とそれぞれカウントダウンし、中島健人が「セクシー！」とフレーズを決める場面もある。楽曲を書き下ろした椎名林檎によると、仕事の常連仲間が以前から「セクゾに書き下ろすべし」と言っていたこともあり、「いずれぜひ」という思いでいたが、今回Sexy Zoneとドラマサイド両者からの熱烈なオファーがあったことで実現。ドラマの原作と台本を読み込み、ドラマのテーマである“ウソから始まる甘酸っぱくて大人のラブストーリー”を感じさせる楽曲を書き下ろした。レコーディングには椎名自らが立ち会い、メンバーとはその場で初対面を果たしたが、4人の歌声を「煩悩を駆り立てる罪な銘器揃い」であると評価している。菊池がTOKIOの「雨傘」、中島がSMAPの「真夏の脱獄者」と、椎名が手掛けたジャニーズの楽曲を以前からコンサートでは披露していたが、自分たちに書き下ろされて完成した楽曲を聴いた時は「膝が笑い、崩れ落ちた」「1時間ほど感想を言い合うほどだった」「感動しすぎて泣きながらコンタクトを入れた」と話すなど、衝撃的で感無量だったことを明かしている。また、歌詞について松島は、佐藤とハモる「恥ずかしくも確信を以って生きていると感じ生きていきたいと思う」という部分に最も感情が入ると話す。8月23日には煌めく照明の中でショーに出演する「表の顔」とそのステージに立つ前の気だるい「裏の顔」を表現した、“本音と建前”をコンセプトとしたMVがYouTubeで公開され、9月19日にはそのMV撮影の合間に撮られたというメンバーのダンス動画もInstagramで公開された。MVの監督は加藤ヒデジンが務め、振付はNOSUKEが担当している。
全形態共通のカップリング曲「Try This One More Time」は、メンバーの中島健人が主人公・ノア役で吹替声優を務める8月4日公開の映画『トランスフォーマー/ビースト覚醒』の日本語版主題歌に起用されている。製作段階よりフィルムメーカーと、主題歌にイメージするメロディと歌詞の希望を何度もすり合わせて制作され、バトルアクションという映画のハードな面と、戦いの中で生まれる人間とロボット生命体、仲間同士の絆を感じさせるエモーショナルな歌詞とメロディという組み合わせが印象的な楽曲となった。原作である『ビーストウォーズ 超生命体トランスフォーマー』をイメージする内容が盛り込まれている他、映画の舞台が1994年であることから、当時のヒップホップのスタイリッシュな曲調やラップを取り入れており、グループ曲では珍しく中島もラップを担当している。
初回限定盤Aには上記の2曲の他に「Sky is clear」が収録。付属するDVDには、表題曲のミュージックビデオとメイキングが収録される。
初回限定盤Bには新曲「僕が僕でいられる理由」が収録。付属するDVDには新撮のバラエティ映像が収録される。
通常盤とツアー会場限定盤には、メンバーの松島聡が出演するPEACHJOHNスペシャルムービー「『恋する、ルームウエア』秋の雨のお散歩編 」のテーマソングである「Green Light」が収録される。また、ツアー会場限定盤には、『一緒におでかけ♪セクベアシリコンがまぐち』が付属する。

## 特典
仕様
- 初回限定盤A - スリーブケース仕様
- 初回限定盤B - スリーブケース仕様、表4『トランスフォーマー/ビースト覚醒』絵柄
- 通常盤 - 初回プレス仕様 ピクチャーレーベル
- ツアー会場限定盤 - ピクチャーレーベル（通常盤と柄は同じ）

封入特典(3形態共通)
シリアルコード登録期間：2023年9月19日10:00 - 9月24日23:59 
- シリアルコード入りプレイリストカード

3形態同時予約購入特典
- 映像視聴用シリアルコード（映像視聴期間：2023年9月19日10:00 - 10月31日23:59）
  - 「本音と建前」ライブ映像 from LIVE TOUR 2023 Chapter II@横浜アリーナ
  - 「Try This One More Time」Music Video（フルバージョン）

- はがせるジャケットサイズステッカシート3枚セット

## 収録曲

### CD

#### 通常盤・ツアー会場限定盤
1. 本音と建前 [3:06]
作詞・作曲・編曲：椎名林檎
2. Try This One More Time [3:37]
作詞・作曲：TKmen・KAKU・DJ first、編曲：DJ first
3. Green Light [3:24]
作詞：Jacob Watson、作曲：Taro Takaki・O-BANKZ・Jacob Watson、編曲：Taro Takaki・Yu Kawakubo
4. 本音と建前 -Inst-
5. Try This One More Time -Inst-
6. Green Light -Inst-

#### 初回限定盤A
1. 本音と建前
2. Try This One More Time
3. Sky is clear [3:42]
作詞：Kiyoki・K-SK、作曲・編曲：Christian Wahlstrom
4. Sky is clear -Inst-

#### 初回限定盤B
1. 本音と建前
2. Try This One More Time
3. 僕が僕でいられる理由 [3:47]
作詞：木村友威、作曲：Erik Lidbom・Takuya Harada、編曲：吉岡たく
4. 僕が僕でいられる理由 -Inst-

### DVD

#### 初回限定盤A
約42分収録
1. 「本音と建前」Music Video
2. Making of 「本音と建前」

#### 初回限定盤B
約74分収録
1. 「1つだけウソホメが隠れています！Sexy Zoneのホメホメうそ〜ん」

## チャート成績
前作『Cream』の初週売上21.5万枚を上回る22.6万枚を売り上げ、2023年10月2日付オリコン週間シングルランキングで初登場1位となり、デビューシングル「Sexy Zone」から24作連続・通算24作目の1位獲得となった。また、同日付オリコン週間合算シングルランキングでも前作「Cream」の週間21.5万PTを上回る22.8万PTを記録し、通算8作目の1位を獲得した。